# Срђан Дабић
Срђан Дабић (Београд, 20. јул 1962) је бивши југословенски и српски кошаркаш, а касније успешан привредник.

## Кошаркашка каријера
Наступао је у својој каријери за Црвену звезду, Раднички и Шибенку. Са кадетском репрезентацијом Југославије освојио је златну медаљу на европском првенству 1979. у Дамаску.

## Привредник
После кошаркашке каријере радио је за Лукојл и био његов представник за Србију и члан УО КК Црвена звезда.